# Plaza de toros de Azcapotzalco
La plaza de toros de Azcapotzalco fue un coso taurino de Ciudad de México, hoy desaparecido. Estaba ubicaba entre la calzada Camarones y la plazuela Rocha, hoy Calzada Camarones esquina con Avenida 22 de febrero, en el barrio de Santa María Malinalco en Azcapotzalco, México, D.F.

## Historia
La grafía antigua para el topónimo Azcapotzalco era Atzcapotzalco.
El gusto taurino en la demarcación data de épocas muy anteriores. Existieron por tanto distintas construcciones que en su tiempo se denominaron Plaza de toros de Atzcapotzalco.
El 26 de octubre de 1919 José Ramírez “Gaonita” tomó la alternativa en la plaza de Atzcapotzalco de aquel entonces. Su padrino fue Juan Silveti. Los toros eran de Parangueo.

## Efemérides
En 1942 la última plaza de toros de Atzcapotzalco se dedicó a Vicente Maldonado Tato II, por lo que se comenzó a llamarla Plaza de toros Tato II.
|  |  |  |  |  |

## Toreros de la plaza de toros de Azcapotzalco
- Armando Espino
- Joaquín Granada
- Fernando Gutiérrez “El Estudiante”
- José Juárez “El Gitanillo”
- Felipe López “El mago de la muleta“
- Regino Maldonado “Tato III“
- Vicente Maldonado “Tato II“
- Fidencio Mata
- Isidro Paredes
- José Ramírez “Gaonita”
- Juan Silveti "El tigre de Guanajuato"
- Rafael Victoria
- Marino Villegas